# Marathon van Amsterdam 2014

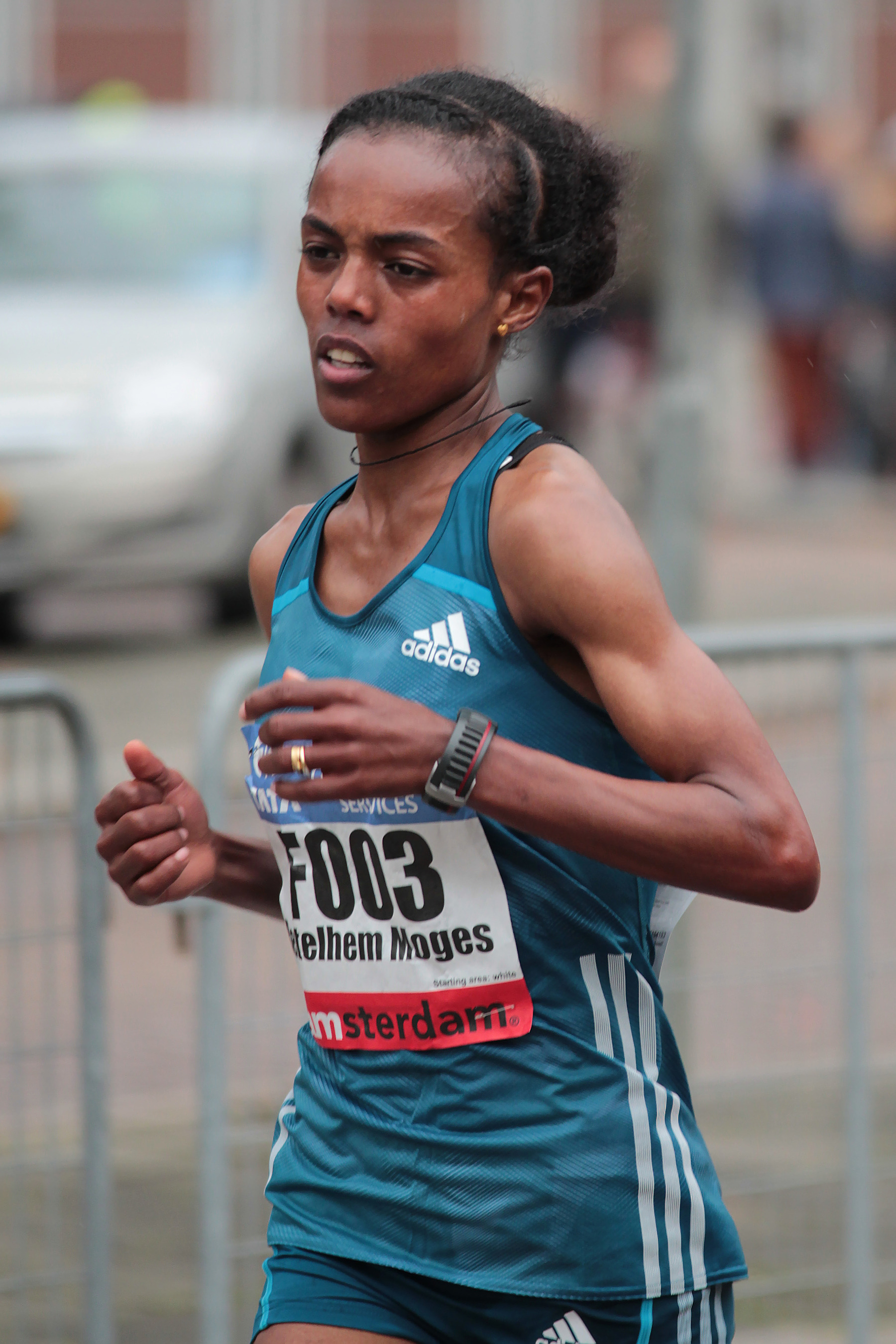
Moges op weg naar haar overwinning op de hele afstand

De marathon van Amsterdam 2014 vond plaats op zondag 19 oktober 2014 in Amsterdam, onder de naam TCS Amsterdam Marathon. Het was de 39e editie van deze marathon.
De wedstrijd bij de mannen werd gewonnen door de Keniaan Bernard Kipyego in 2:06.22. Hij bleef zijn landgenoot Lucas Rotich, die in 2:07.18 over de finish kwam, ruim voor. John Mwangangi maakte het Keniaanse podium compleet door als derde te finishen in 2:07.28. De wedstrijd bij de vrouwen werd gewonnen door de Ethiopische Betelhem Moges in 2:28.35.
Het evenement was dit jaar tevens het toneel van het Nederlands kampioenschap marathon. De nationale titels werden gewonnen door Paul Zwama in 2:21.59 en Jacelyn Gruppen in 2:55.43.
Naast de hele marathon kende het evenement lopen over de halve marathon, 8 km en een kinderloop.
In totaal schreven een recordaantal van 44.094 deelnemers zich in voor dit evenement, waarvan 16.000 voor de hele marathon. De marathon werd succesvol volbracht door 12.552 deelnemers.

## Marathon

### Mannen
| rang   | naam                   | land | tijd    | opmerkingen |
| ------ | ---------------------- | ---- | ------- | ----------- |
| Goud   | Bernard Kipyego        | KEN  | 2:06.22 |             |
| Zilver | Lucas Rotich           | KEN  | 2:07.18 |             |
| Brons  | John Mwangangi         | KEN  | 2:07.28 |             |
| 4      | Essa Rashed            | QAT  | 2:07.54 |             |
| 5      | Elijah Kemboi          | KEN  | 2:09.21 |             |
| 6      | Abel Kirui             | KEN  | 2:09.45 |             |
| 7      | Philemon Rono          | KEN  | 2:10.23 |             |
| 8      | Nicholas Kipkemboi     | KEN  | 2:13.57 |             |
| 9      | Marcos Sanza           | ESP  | 2:16.59 |             |
| 10     | Solonei Da Silva       | BRA  | 2:17.23 |             |
| 11     | Gideon Kipketer        | KEN  | 2:18.59 |             |
| 12     | Willem Van Schuerbeeck | BEL  | 2:19.03 |             |
| 13     | Paul Zwama             | NED  | 2:21.59 | 1e NK       |
| 14     | Sebastien Schletterer  | NED  | 2:23.20 | 2e NK       |
| 15     | Jesse Stroobants       | BEL  | 2:23.40 |             |
| 16     | Matthew Bennett        | GBR  | 2:25.00 |             |
| 17     | David Duquesnoy        | FRA  | 2:25.28 |             |
| 18     | Colin Bekers           | NED  | 2:26.07 | 3e NK       |
| 19     | Ambroise Uwiragiye     | RWA  | 2:26.31 |             |
| 20     | Imo Muller             | NED  | 2:27.40 | 4e NK       |

### Vrouwen
| rang   | naam                          | land | tijd    | opmerkingen |
| ------ | ----------------------------- | ---- | ------- | ----------- |
| Goud   | Betelhem Moges                | ETH  | 2:28.35 |             |
| Zilver | Ogla Kimaiyo                  | KEN  | 2:29.15 |             |
| Brons  | Diane Nukuri Johnson          | BDI  | 2:29.35 |             |
| 4      | Megertu Ifa                   | ETH  | 2:32.31 |             |
| 5      | Guteni Shone                  | ETH  | 2:36.57 |             |
| 6      | Claudia Pereira               | POR  | 2:37.13 |             |
| 7      | Worknesh Alemu                | ETH  | 2:38.07 |             |
| 8      | Maude Mathys                  | SUI  | 2:48.14 |             |
| 9      | Elise Selvikvåg Molvik        | NOR  | 2:49.16 |             |
| 10     | Jacelyn Gruppen               | NED  | 2:55.43 | 1e NK       |
| 11     | Marjon de Kok                 | NED  | 2:57.12 | 2e NK       |
| 12     | Emily Gelder                  | GBR  | 2:57.23 |             |
| 13     | Selma Belmahdi                | FRA  | 2:58.08 |             |
| 14     | Emily Gelder                  | WAL  | 2:57.23 |             |
| 15     | Claudia van Rijn              | NED  | 2:57.51 | 3e NK       |
| 16     | Selma Belmahdi                | FRA  | 2:58.08 |             |
| 17     | Nina Bakker                   | NED  | 2:58.59 | 4e NK       |
| 18     | Ludivine Wissocque            | FRA  | 2:59.23 |             |
| 19     | Sylvia Klenkhart              | AUT  | 3:00.02 |             |
| 20     | Tatiana Betta                 | ITA  | 3:00.11 |             |
| 21     | Anna Meria Costelloe          | IRL  | 3:02.34 |             |
| 22     | Melissah Gibson               | GBR  | 3:04.27 |             |
| 23     | Regina Procházková            | CZE  | 3:06.39 |             |
| 24     | Katrine Borg Houlberg Thomsen | DEN  | 3:06.41 |             |
| 25     | Sarah Murphy                  | GBR  | 3:07.06 |             |
| 26     | Agnes Hijman                  | NED  | 3:08.56 | 5e NK       |

## Halve marathon
Mannen
| rang   | naam                  | land | tijd    |
| ------ | --------------------- | ---- | ------- |
| Goud   | Tom Aldred            | GBR  | 1:07.19 |
| Zilver | Felipe Severino Gomez | ESP  | 1:08.03 |
| Brons  | Samuel Mitchell       | GBR  | 1:09.55 |
| 4      | Adrien Guiomar        | FRA  | 1:10.53 |
| 5      | Emilie Delestrez      | NED  | 1:11.11 |

Vrouwen
| rang   | naam                | land | tijd    |
| ------ | ------------------- | ---- | ------- |
| Goud   | Gulzhanat Zhanatbek | KAZ  | 1:19.17 |
| Zilver | Marta Gariglio      | ITA  | 1:20.46 |
| Brons  | Isobel Rea          | GBR  | 1:23.35 |
| 4      | Gabriel Carnwath    | GBR  | 1:23.51 |
| 5      | Natasja Janssen     | NED  | 1:24.28 |

1975 ·
1976 ·
1977 ·
1978 ·
1979 ·
1980 ·
1981 ·
1982 ·
1983 ·
1984 ·
1985 ·
1986 ·
1987 ·
1988 ·
1989 ·
1990 ·
1991 ·
1992 ·
1993 ·
1994 ·
1995 ·
1996 ·
1997 ·
1998 ·
1999 ·
2000 ·
2001 ·
2002 ·
2003 ·
2004 ·
2005 ·
2006 ·
2007 ·
2008 ·
2009 ·
2010 ·
2011 ·
2012 ·
2013 ·
2014 ·
2015 ·
2016 ·
2017 ·
2018 ·
2019 ·
2020 ·
2021 ·
2022 ·
2023 ·
2024 ·
2025